# Заболотье (Свердловская область)
Заболотье — посёлок в Свердловской области, входящий в Артёмовский муниципальный округ. Управляется Покровской сельской администрацией.

## География
Посёлок располагается на берегу безымянного болота в 18 километрах на северо-запад от города Артёмовский.

### Часовой пояс
Заболотье, как и вся Свердловская область, находится в часовой зоне МСК+2. Смещение применяемого времени относительно UTC составляет +5:00.

## История
Образован в 1922 году.

## Население
| 2002 | 2010 | 2021 |
| ---- | ---- | ---- |
| 50   | ↘28  | ↘11  |